# Urausu
Urausu (浦臼町?) è una cittadina giapponese della prefettura di Hokkaidō.